# Universitätsklinikum Hamburg-Eppendorf
Das Universitätsklinikum Hamburg-Eppendorf (UKE), bis 2001 Universitätskrankenhaus Eppendorf, ist ein Krankenhaus der Universität Hamburg im Hamburger Stadtteil Eppendorf.
Das UKE ist eine öffentliche Einrichtung, in der ärztliche und pflegerische Hilfeleistungen angeboten werden. Im Gegensatz zu dem in den 2000ern privatisierten Landesbetrieb Krankenhäuser Hamburg, heutiger Name Asklepios Kliniken Hamburg, ist es öffentlich und vertritt als Universitätsklinikum den Anspruch eines Ausbildungskrankenhauses.
Das Klinikum umfasst heute in 13 Zentren mehr als 80 Kliniken, Polikliniken und Institute. Mit über 1800 Betten, davon rund 270 Betten im Universitären Herz- und Gefäßzentrum UKE (UHZ) sowie etwa 60 Betten in der Martini-Klinik, ist es eines der größten Krankenhäuser in Hamburg. Jährlich nimmt das Klinikum etwa 89.000 Patienten stationär auf. Hinzu kommen 454.000 ambulante Patienten, davon rund 121.000 über die Notaufnahme.
Das UKE beschäftigt rund 14.900 Angestellte, davon sind 2400 Ärzte und Wissenschaftler. Weitere 3100 entfallen auf Pflegekräfte und Therapeuten. Die übrigen sind in Technik und Verwaltung beschäftigt. Zusätzlich studieren am UKE, beziehungsweise der medizinischen Fakultät, im Wege der akademischen Ausbildung rund 3400 Studierende in den Fachrichtungen Medizin und Zahnmedizin.
Das UKE bietet im Jahr 200 Ausbildungsplätze an, unter anderem für Diätassistenten, Pflegefachmänner/-frauen, Gesundheits- und Krankenpfleger, Gesundheits- und Kinderkrankenpfleger, medizinische Fachangestellte (MFA), operationstechnische Assistenten (OTA), Orthoptisten, Physiotherapeuten, zahnmedizinische Fachangestellte (ZFA) sowie im Bereich Medizinischer Technologie. Die Tochtergesellschaft School of Life Science Hamburg, eine staatlich anerkannte Berufsfachschule für biologisch-technische Assistenz bietet jährlich 78 Ausbildungsplätze an.

## Geschichte

Alfred Kast

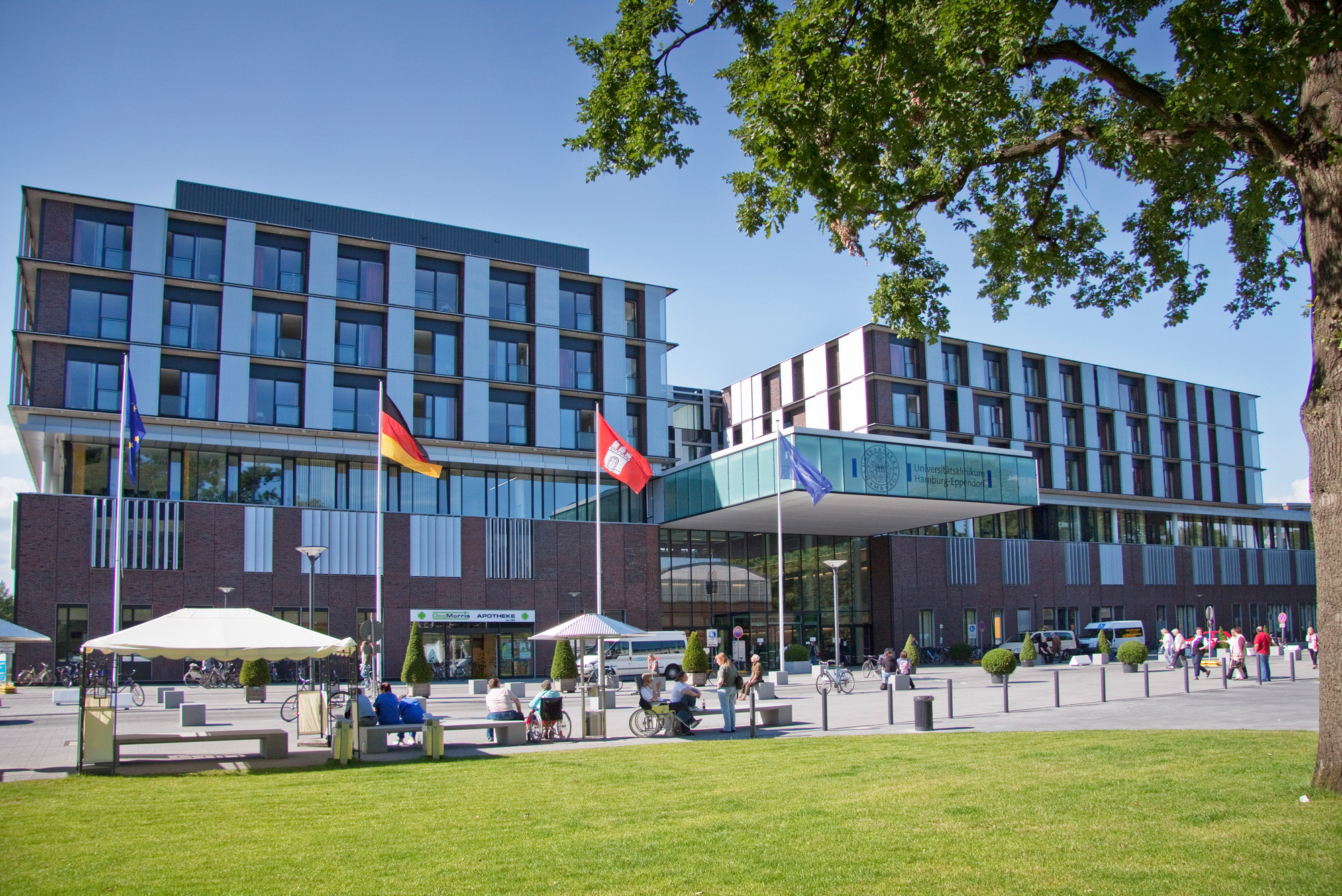
Neuer Haupteingang (2011)

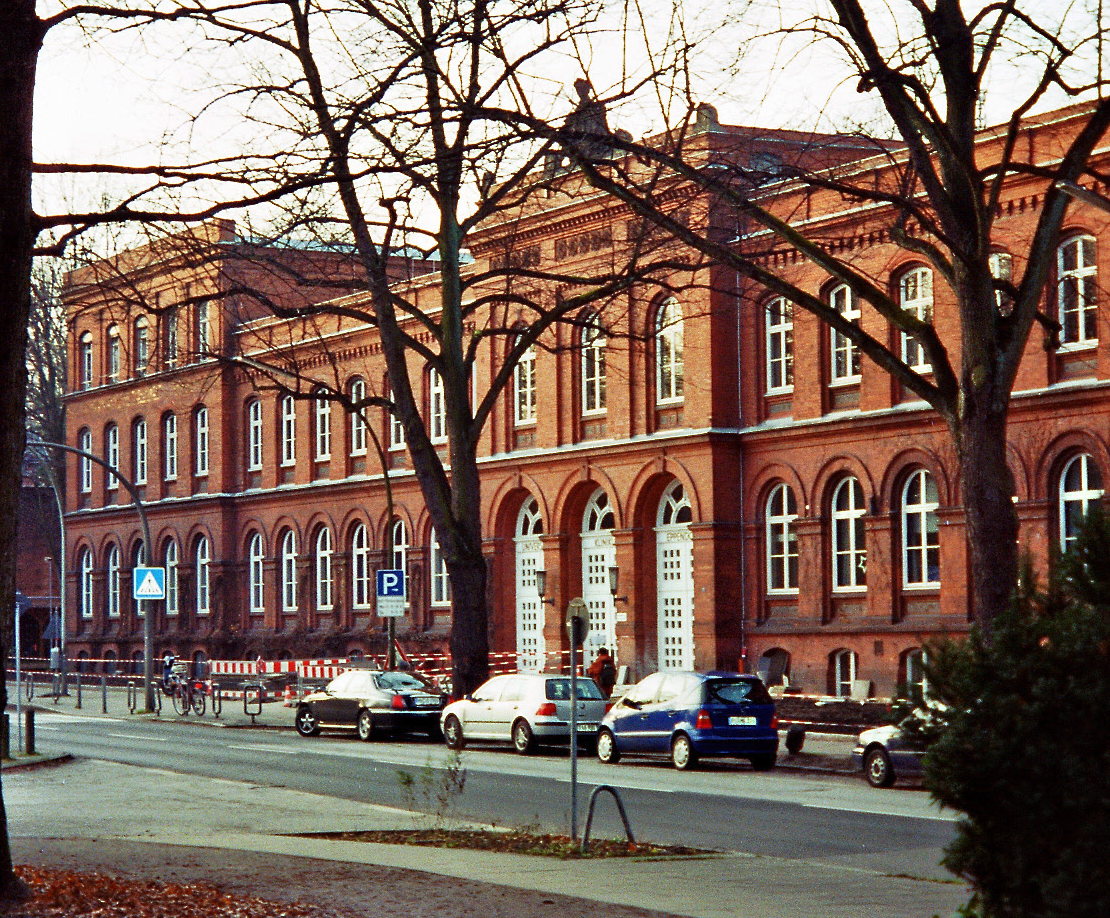
Alter Haupteingang (2006)

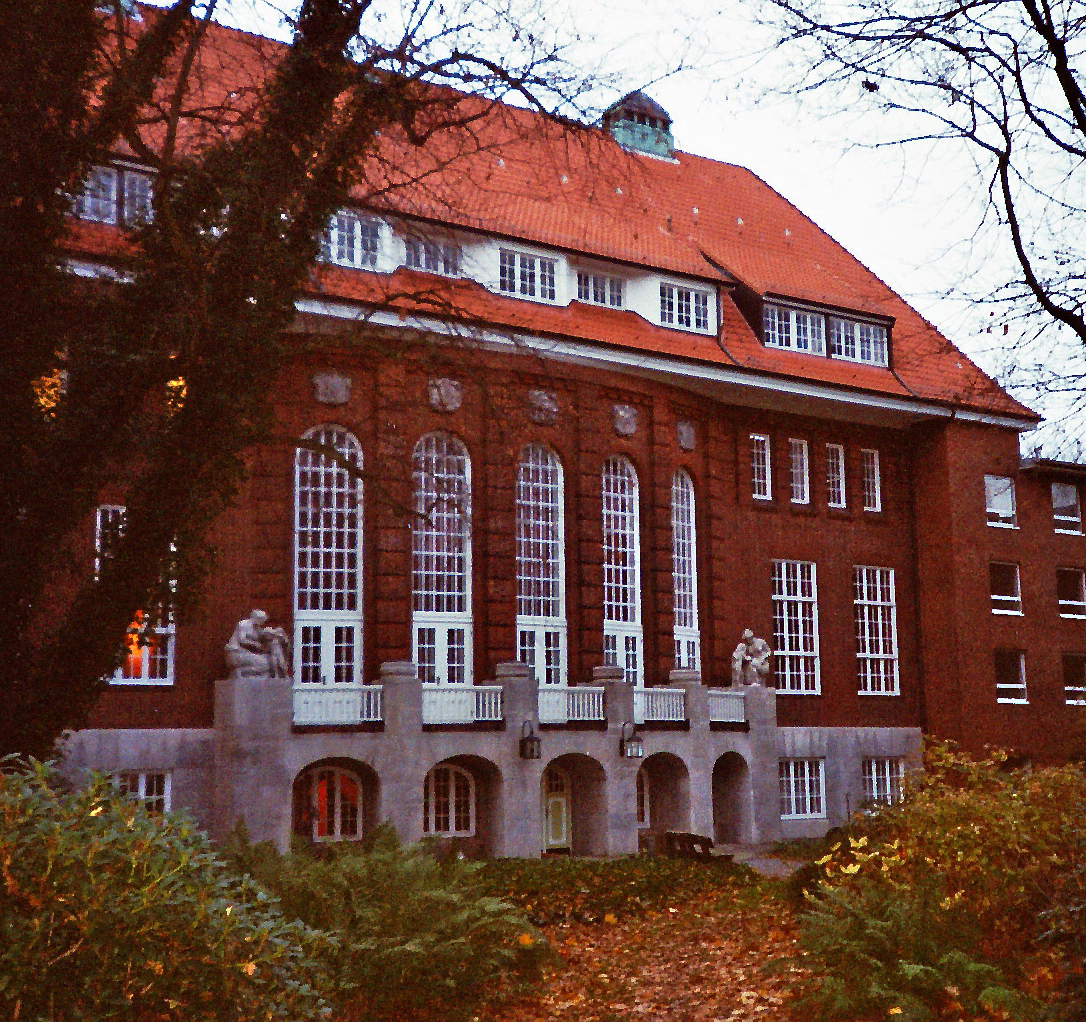
Erikahaus (2006)

### Vorgeschichte und Bau
Gegen Ende des 19. Jahrhunderts war das bis dahin einzige allgemeine Krankenhaus in Hamburg, das 1823 gegründete Allgemeine Krankenhaus St. Georg, trotz vorangegangener baulicher Erweiterungen den Aufgaben der Gebrechlichen- und Krankenversorgung offensichtlich nicht mehr gewachsen. Eine Revision im Jahre 1876 konstatierte einen Zustand der Dauerüberfüllung. Die Behandlung Schwerkranker im Keller und die mangelnde Belüftung der Krankensäle wurde besonders kritisiert. Die unerwartete Zunahme der Patienten resultierte neben dem starken Bevölkerungswachstum der Stadt und den zu jener Zeit grassierenden Seuchen (z. B. Cholera) auch aus erweiterten Behandlungsmöglichkeiten durch den starken medizinischen Fortschritt.
Zur Lösung des Problems schuf der Senat die Stelle eines ärztlichen Direktors neu und berief 1879 Heinrich Curschmann auf diesen Posten. Dieser war von Anfang an davon überzeugt, dass nur ein großer Krankenhaus-Neubau die Probleme lösen könnte. Nach fünfjährigen Verhandlungen mit den Behörden wurde (auch weil Bürgermeister Carl Friedrich Petersen hinter dem Projekt stand) 1884 durch den Senat der Neubau als Pavillonanlage nach dem Konzept von Curschmann bewilligt. Während Curschmann ein Gelände in der Innenstadt favorisiert hatte, entschied sich der Senat für den kostengünstigeren Ankauf von Gelände außerhalb der Stadt im damaligen Vorort Eppendorf, der sich seit 1871 jedoch bereits unter unmittelbarer städtischer Verwaltung befand.
Der in den folgenden fünf Jahren nach Plänen der Hamburger Architekten Carl Johann Christian Zimmermann und Friedrich Ruppel umgesetzte Neubau mit 55 Pavillons, großzügig angeordnet auf einem parkartigen Gelände, markiert den Übergang vom kasernenartigen Armenhospital zum modernen Behandlungskrankenhaus nach dem Stand der medizinischen Erkenntnis. Bereits während der Bauzeit (ab 1885) wurde der Betrieb in bereits fertiggestellten Gebäuden aufgenommen. Zu den Chefärzten des Eppendorfer Krankenhauses gehörte ab 1885 Hermann Kümmell, der dort von 1919 bis 1923 erster Ordinarius für Chirurgie wurde. Ein Jahr vor der offiziellen Fertigstellung nahm Curschmann 1888 eine Professur in Leipzig an und verließ Hamburg. Alfred Kast wurde zum ersten ärztlichen Direktor des neuen Krankenhauses bestellt.

### „Neues Allgemeines Krankenhaus“ 1889–1934

#### Kaiserzeit
Im Eröffnungsjahr umfasste das Neue Allgemeine Krankenhaus 1340 Betten in zwei Hauptabteilungen. Neben der medizinischen bzw. internistischen Abteilung mit Epidemiestation gab es die chirurgische Abteilung mit der vorerst einzigen Spezialabteilung, der für Augenkranke. Neben 25 Ärzten verzeichneten die Personalakten 160 Angehörige des Wartpersonales und 134 Angehörige des Dienstpersonales. Mit einem amtlichen Bestand von 1346 Kranken war das Krankenhaus am Tag der offiziellen Eröffnung (19. Mai 1889) bereits überbelegt.
Die bauliche Anlage galt als konsequenteste Umsetzung eines Pavillonkrankenhauses und war jahrzehntelang Vorbild für viele Krankenhausneubauten in aller Welt. Auch infolge der Choleraepidemie in Hamburg 1892 wurde die Wasserversorgung mit ungefiltertem Elbwasser als Schwachpunkt der Patientenversorgung erkannt und so erfolgte im folgenden Jahr die Errichtung eines Sielgrubenhauses und einer Desinfektionsanstalt. Ab 1908 wurde das Krankenhaus durch einen eigenen Tiefbrunnen mit einwandfreiem Trinkwasser versorgt.
Wurde während der Anfangsjahre die Patientenversorgung noch ausschließlich von angelernten Wärterinnen und Wärtern getätigt, so wurde aufgrund guter Erfahrungen mit ausgebildeten Krankenschwestern während der Choleraepidemie um die Jahrhundertwende die Schwesternversorgung eingeführt. 1900 hatte die kurz zuvor gegründete Schwesternschule bereits 80 Absolventinnen.
Nach der Jahrhundertwende wurde das nun Allgemeines Krankenhaus Eppendorf genannte Krankenhaus von den ärztlichen Direktoren gezielt zur Forschungs- und Lehrstätte ausgebaut, die sich – so erweisen die Festschriften zum 25-jährigen Bestehen 1914 – durchaus mit Universitätskliniken messen konnten. Als weitere Spezialabteilungen entstanden: 1899 Abteilung für Entbindungen und Frauenheilkunde, 1900 Abteilung für Hals-Nase-Ohren-Kranke, 1908 Abteilung für Hautkranke, 1912 Abteilung für physikalische Therapie und eine Röntgenabteilung, 1913 Abteilung für Kinderheilkunde.

#### Weimarer Republik

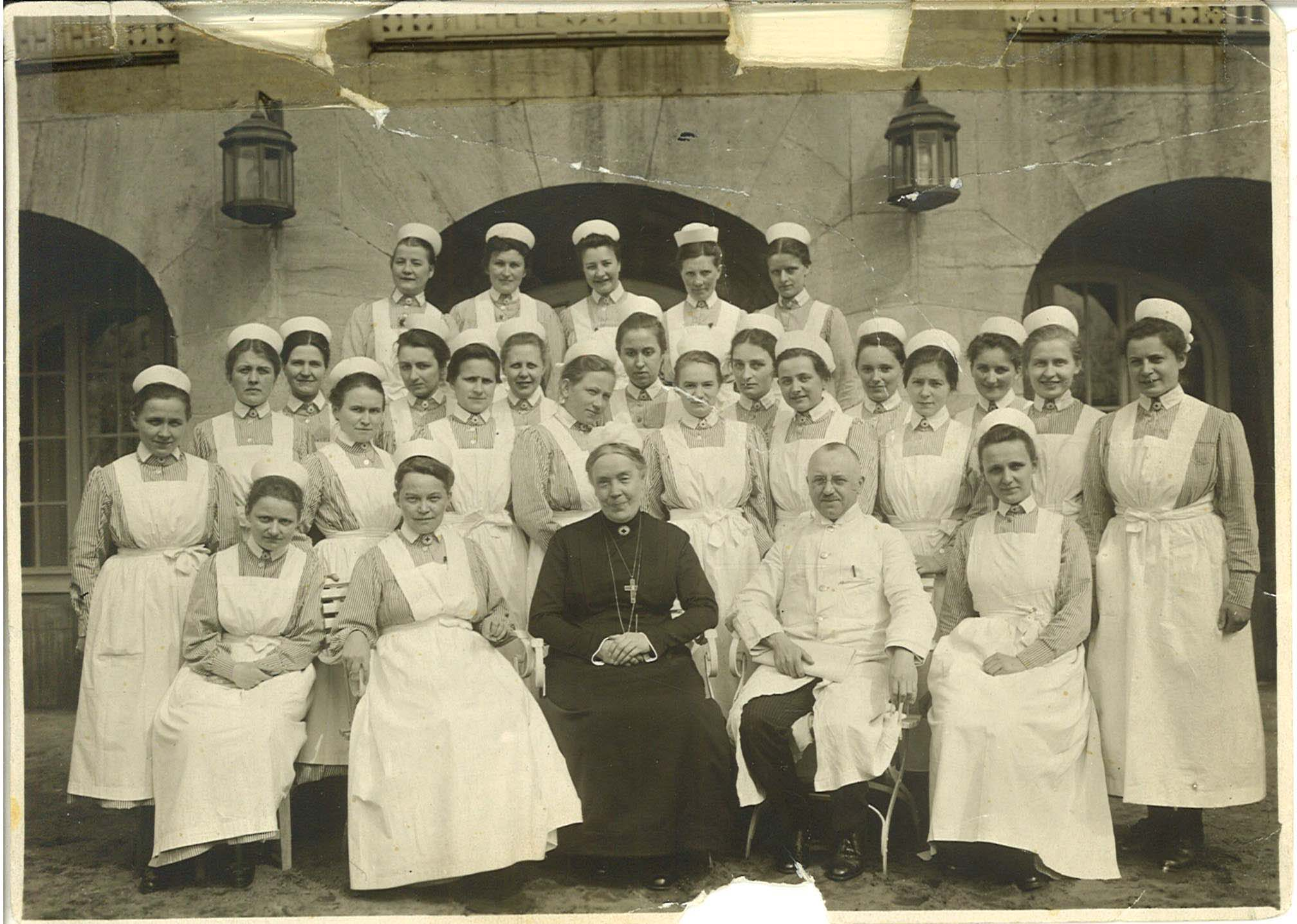
Erika-Schwestern mit der Oberin Dietrich und Ernst Roedelius (1923)

Nach Gründung der Universität Hamburg im Jahre 1919 wurden zwar etliche Ärzte des Eppendorfer Krankenhauses als Professoren berufen, eine formelle Anerkennung als Universitätskrankenhaus durch den Senat blieb aber Jahrzehnte unerreicht. Um kein allgemeines Krankenhaus zu verlieren, favorisierte die Gesundheitsbehörde den Neubau eines Universitätsklinikums in Hamm/Horn und stieß damit auf den Widerstand der Mehrheit der Ärzte, die in Eppendorf bleiben wollten. Der von den Ärzten geforderte Ausbau des bestehenden Krankenhauses zur Erfüllung der neuen Aufgaben im Lehr- und Forschungsbetrieb wurde von der Behörde abgelehnt mit Hinweis auf die höheren Kosten im Vergleich zu einem Neubau. So blieb eine Einigung aus, neben wenigen Modernisierungsmaßnahmen wurde 1926 ein einziges Gebäude für universitäre Aufgaben mit einem Hörsaal mit 150 Plätzen errichtet. Während der Weltwirtschaftskrise 1929–1932 wurde aufgrund fehlender Mittel weder ein Neubau noch eine umfassende Modernisierung eingeleitet. Im Gegenteil musste die Schwesternschule geschlossen werden und so entstand (auch durch den Geburtenrückgang als Folge des Weltkrieges) ein Mangel an Pflegepersonal.

### „Universitäts-Krankenhaus Eppendorf“ (UKE)

#### Zeit des Nationalsozialismus

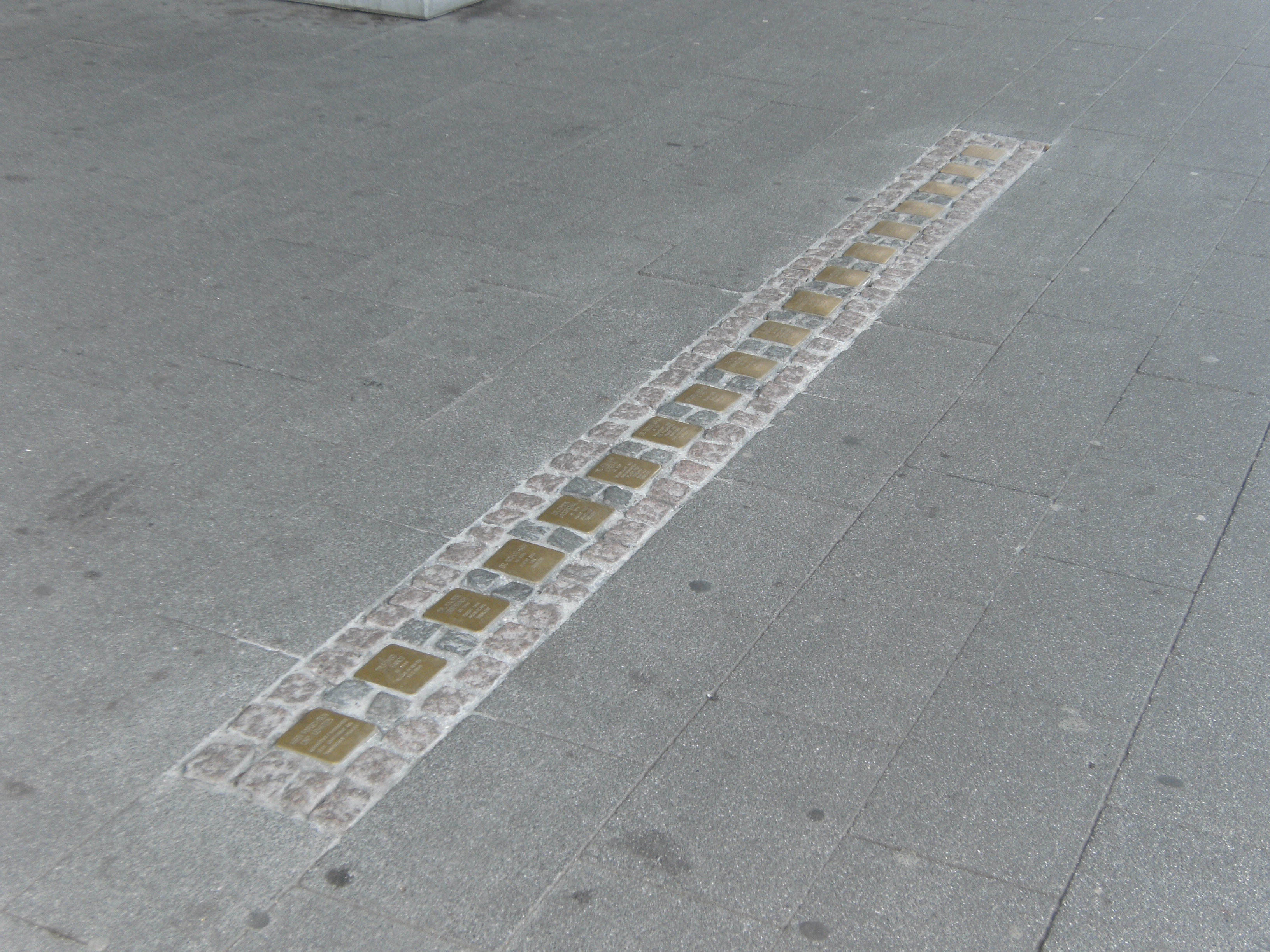
Stolpersteine am Haupteingang des Gebäudes O10

Zum Beginn des Nationalsozialismus wurden 1934 die Schließungspläne vorerst aufgegeben und das Krankenhaus am 1. April 1934 offiziell zum Universitäts-Krankenhaus Eppendorf ernannt.
Nach der Machtergreifung wurde 16 jüdischen Angehörigen des Lehrkörpers die Lehrbefugnis entzogen. Mehr als 60 „nichtarische“ Medizinstudenten wurden von der Universität vertrieben. Zur Erinnerung an die entlassenen Professoren und Privatdozenten wurden im Jahr 2014 16 Stolpersteine vor dem Eingang zum Hauptgebäude verlegt für Ernst Delbanco, Walter Griesbach, Arthur Haim, Erwin Jacobsthal, Hermann Josephy, Viktor Kafka, Otto Kestner, Paul Kimmelstiel, Walter Rudolf Kirschbaum, Rahel Liebeschütz-Plaut, Martin Mayer, Ernst-Friedrich Müller, Heinrich Poll, Ernst Sieburg, Hans Türkheim, Friedrich Wohlwill. Einer der Entlassenen nahm sich das Leben, einer verstarb 1937 in Hamburg, den anderen gelang die Emigration in den Jahren 1934, 1936, 1938 und 1939. Einer kehrte im Jahr 1949, ein weiterer 1951 nach Hamburg zurück.
Betriebsangehörige, die in der SPD oder KPD organisiert waren, wurden entlassen, die Tätigkeit des Betriebsrates verboten. Der langjährige Direktor Ludolph Brauer wurde wegen „national unzuverlässiger Gesinnung“ in den Ruhestand versetzt.
Besonders für die psychisch Kranken der Staatskrankenanstalt Friedrichsberg hatte die Herrschaft der Nationalsozialisten verheerende Folgen. Die Anstalt wurde 1934 aufgelöst, 700 Patienten wurden zur „Verwahrung“ in andere Anstalten gebracht, 300 als „heilbar“ eingestufte Personen wurden in einer neugegründeten Psychiatrischen- und Nervenklinik des UKE untergebracht. Für diese Klinik wurden 1942 neue Pavillons auf dem Gelände errichtet. Bei Neuaufnahmen fungierte sie als Schleusenbetrieb: Wurde keine Behandlungsfähigkeit bescheinigt, wurde der Patient in der Regel zunächst in die Heil- und Pflegeanstalt Langenhorn verlegt, später von dort in Tötungsanstalten verbracht. Krankenmorde in der Kinderklinik scheiterten am Widerstand des Personals. Heinrich Berning unternahm Menschenversuche.
Von zwei Professoren (Johannes Brodersen und Rudolf Degkwitz (senior)), Medizinstudenten (darunter Margaretha Rothe, Friedrich Geussenhainer, Hiltgunt Zassenhaus) und einigen Betriebsangehörigen des UKE ist bekannt, dass sie in aktiver Opposition zu dem Regime standen und deswegen z. T. Haft, Folter und Tod erlitten.
Während des Zweiten Weltkrieges wurden auf dem Gelände des UKE 22 unterirdische und 4 Hochbunker errichtet. Daher war die Zahl der Bombenopfer unter Patienten und Belegschaft gering, obwohl ein Drittel des UKE zum Kriegsende zerstört war.
Außerdem wurde dem Krankenhaus das im angrenzenden Lyzeum Curschmannstraße eingerichtete Kriegslazarett zugeordnet.

#### 1945 bis 2000
Das UKE führte trotz schwerster organisatorischer Rahmenbedingungen (Wasser-, Strom-, Raum- und Personalmangel) die Krankenversorgung nach dem Krieg ohne Unterbrechung weiter. Der Lehrbetrieb wurde nach Genehmigung durch die britische Besatzung wieder aufgenommen. Von einer Wiederherstellung der Bausubstanz wurde Abstand genommen, weil die weiträumige Verteilung kleiner Pavillons nicht mehr den Anforderungen zeitgemäßer Patientenversorgung entsprach. Vielmehr wurden größere funktionale Klinikbereiche geschaffen, zum Teil durch Verbindung einzelner Pavillons.
Das nach der Erika-Schwesternschaft benannte Schwesternhaus, 1912 bis 1914 nach Plänen Fritz Schumachers errichtet, wurde unter Denkmalschutz gestellt. Der Bau zeigt typische Elemente der ersten Schaffensperiode Fritz Schumachers, die von der reformierten und traditionellen Architektur geprägt war. Auf den außen liegenden Brüstungspfosten befindet sich je eine Figurengruppe „Frau mit Kind“ des Bildhauers Karl Weinberger.

### „Universitätsklinikum Hamburg-Eppendorf“ (UKE)

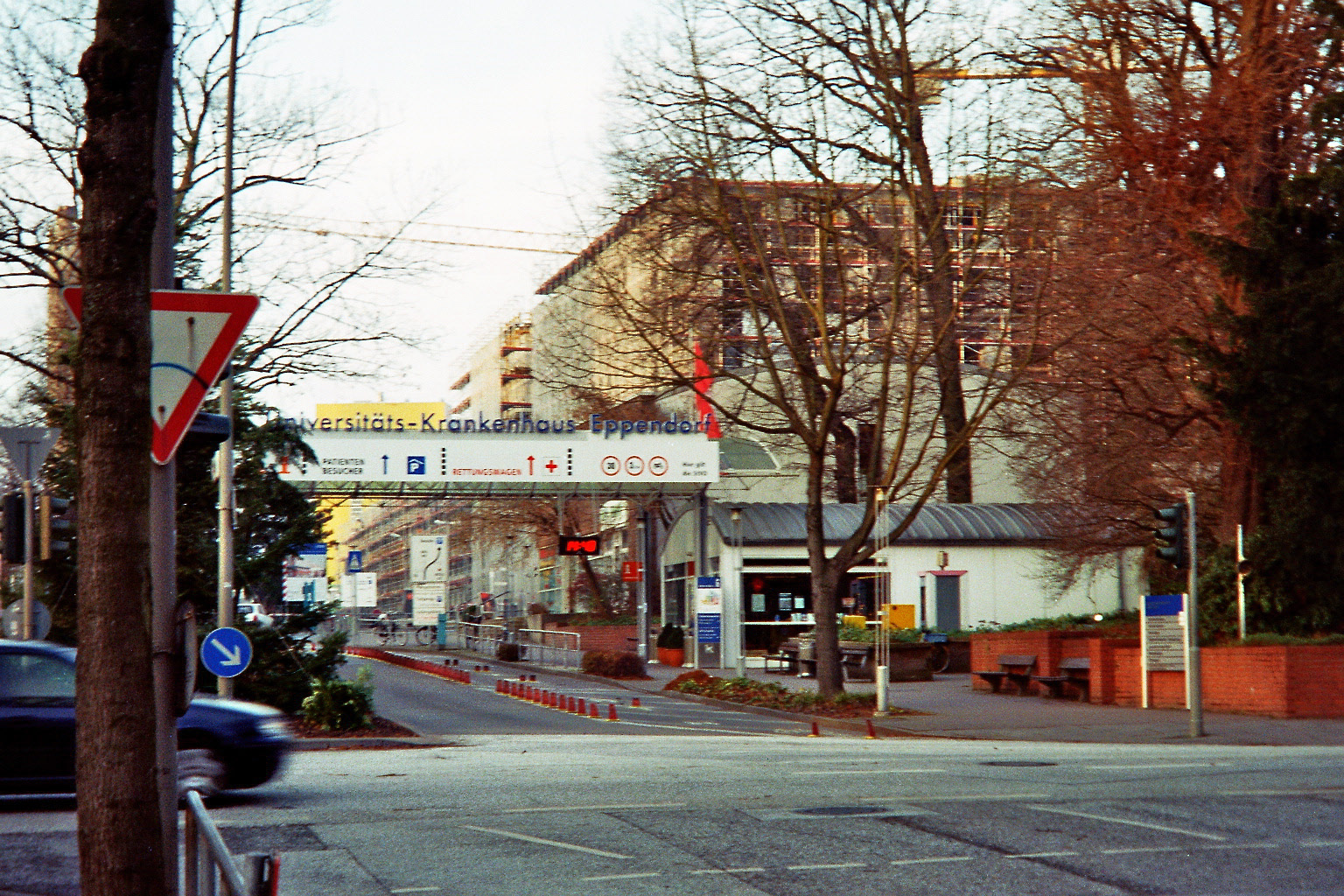
Haupteingang, Baustelle (2006)

Um die Jahrtausendwende wurde vom Senat ein Masterplan für die Weiterentwicklung des UKE verabschiedet. Neben einer Reorganisation des Betriebs wurden 339 Millionen Euro für eine bauliche Neustrukturierung veranschlagt, ferner wurde im Jahre 2001 die offizielle Bezeichnung des UKE von Universitätskrankenhaus Eppendorf auf Universitätsklinikum Hamburg-Eppendorf geändert. Von 2002 bis 2008 wurde das Gelände durch mehrere Baumaßnahmen – insbesondere durch den Neubau eines Hauptgebäudes, des Neue Klinikums, in der Mitte des Krankenhausgeländes – zentralisiert, um die durch die Pavillonbauweise z. T. langen und riskanten Patiententransporte zu verkürzen. 2006 wurde die stationäre Patientenversorgung des Bernhard-Nocht-Instituts für Tropenmedizin in das Universitätsklinikum Eppendorf eingegliedert.
Seit Januar 2007 gibt es eine Kooperation in der Aus-, Fort- und Weiterbildung sowie der Krankenversorgung des UKE mit dem Bundeswehrkrankenhaus Hamburg. Am 1. Februar 2009 wurde das neue Klinikgebäude im Zentrum des UKE-Geländes bezogen. In den Folgejahren entstand unter anderem ein 4-Sterne-Hotel auf dem Krankenhausgelände und im Jahr 2010 wurde das Medizinhistorische Museum am Universitätsklinikum Hamburg-Eppendorf eröffnet. Das Museum steht unter der Ägide des Instituts für Geschichte und Ethik der Medizin und befindet sich in einem ebenfalls nach Plänen von Fritz Schumacher zwischen 1913 und 1926 für die Pathologie und andere Institute errichteten Gebäude, das mit seinem alten Sektionssaal ebenfalls unter Denkmalschutz steht.
Von 2014 bis 2017 wurde die Kinderklinik mit mehr als 10 000 Quadratmeter Nutzfläche, 148 Betten und 3 Operationssäle neu gebaut.

### „Zukunftsplan 2050“
Nachdem die Finanzmittel für die umfassende bauliche Neugestaltung, die in den 2000ern ursprünglich vorgesehen war, im Jahre 2005 deutlich gekürzt wurden, wurden seit 2018 unter dem Titel „Zukunftsplan 2050“ erneut zahlreiche Baumaßnahmen für 500 Millionen Euro geplant. Diese Baumaßnahmen werden in drei Phasen unterteilt.
In der ersten Phase erhielt die Martini-Klinik, das Prostatakrebszentrum des UKE, von 2019 bis 2023 ein neues Gebäude. Zudem befindet sich ein neues Herzzentrum im Bau. In der zweiten Phase sind unter anderem der Neubau eines Seminar- und Kongressgebäudes sowie die Erweiterung der Klinik und Poliklinik für Psychiatrie und Psychotherapie vorgesehen. In der letzten Phase soll unter anderem ein neuer Gebäudekomplex für Forschung und Lehre und weitere Nebengebäude für universitäre Zwecke sowie eine Erweiterung des Hauptgebäudes für Ambulanz und Diagnostik errichtet werden.

## Gelände
Das Gelände wird im Norden durch die Geschwister-Scholl-Straße und Süderfeldstraße, im Osten durch die Frickestraße, im Süden durch die Martinistraße und im Westen durch die Straße Butenfeld und das Stadion Hoheluft begrenzt. Die Curschmannstraße ist die Hauptzufahrt zum Neuen Klinikum, zur Notaufnahme, zur Tiefgarage und zum Krankenhausgelände. Daneben gibt es Zugänge für Fußgänger von der Frickestraße, Martinistraße und Süderfeldstraße aus. Das Gelände wird neben den Neubauten durch ausgewählte Bäume und historische Ziegelsteinbauten geprägt. Die Station „UK Eppendorf“ der Metrobuslinien 20 und 25 in der Martinistraße liegt beim Haupteingang. Der U-Bahnhof Kellinghusenstraße sowie die S-Bahnhöfe Altona oder Holstenstraße haben Anschluss an die Busse 20 und 25.
Am 17. Dezember 2019 gab die Hochbahn bekannt, dass die neue U-Bahn-Linie U5 im nördlichen Bereich des Klinik-Geländes eine eigene Station erhalten soll.

## Zentren des UKE
Das UKE ist in 14 Zentren organisiert.

### Ambulanzzentrum des UKE GmbH
Zusätzlich zur stationären Versorgung wurde das Ambulanzzentrum des UKE GmbH – Medizinisches Versorgungszentrum (MVZ) im Jahr 2004 gegründet. Es arbeitet mit den zuweisenden Kollegen und mit Fachärzten der stationären Einrichtungen des UKE zusammen. Die Fachbereiche des MVZ sind nach Behandlungsfeldern gegliedert. Darunter ist auch das Ambulanzzentrum für Allgemeinmedizin.
Weiter unterhält die Martini-Klinik am UKE eine ambulante Prostatakrebs-Sprechstunde.

### Zentrale Notaufnahme (ZNA) des UKE
Die Zentrale Notaufnahme befindet sich im Hauptgebäude O10, sie ist 24 Stunden geöffnet. Die Patienten werden in der Reihenfolge der Schwere der Verletzungen oder Erkrankungen behandelt. Bei Bedarf sind mehrere Fachdisziplinen gemeinsam an der Untersuchung und Festlegung der Therapie beteiligt.

### Notfallpraxis am UKE
Die Notfallpraxis der Kassenärztlichen Vereinigung Hamburg am UKE ist über die Zentrale Notaufnahme im Hauptgebäude O10 zu erreichen und befindet sich direkt daneben. Sie ist für die ambulante Behandlung leichter Beschwerden zuständig und hat geöffnet in der Zeit, in der die niedergelassenen Ärzte nicht mehr Sprechstunden abhalten, d. h. werktags in den Abendstunden und am Samstag, Sonntag und an Feiertagen vormittags und abends.

### Zentren, Institute und Kliniken des UKE

#### Kopf- und Neurozentrum
- Klinik und Poliklinik für Augenheilkunde
- Klinik und Poliklinik für Hals-, Nasen- und Ohrenheilkunde, Kopf- und Halschirurgie[30]
  - Ohrenerkrankungen – Mittelohrchirurgie – Cochlea Implantation – Schädelbasischirurgie
  - Allgemeine HNO – Allergien – Nase/Nasennebenhöhlen – plastisch-ästhetische Chirurgie
  - Tumorchirurgie – Roboter-assistierte Chirurgie – Schilddrüsenoperationen – plastisch-rekonstruktive Chirurgie
  - Onkologie – medikamentöse Tumortherapie – Tumorchirurgie – Speicheldrüsenchirurgie
  - HNO-Privatpatienten – plastisch-rekonstruktive Chirurgie – Onkologie
- Klinik und Poliklinik für Hör-, Stimm- und Sprachheilkunde
- Klinik und Poliklinik für Mund-, Kiefer- und Gesichtschirurgie (ehemalige Nordwestdeutsche Kieferklinik)[31]
  - Privatsprechstunde
  - Lippen-Kiefer-Gaumenspalten, Gesichtsfehlbildungen
  - Mundschleimhauterkrankungen, Medikamenten-assoziierte Kieferprobleme
  - Neurofibromatose, Phakomatosen
  - Interdiszipl. Tumorsprechstunde
  - Gesichtshautveränderungen, Rehabilitation Gesichtslähmungen
  - Medikamenten-assoziierte Kieferprobleme, Gesichtsschmerzen
  - Kieferfehlstellungen, Kiefergelenk (CMD), Schlafapnoe
  - Implantatsprechstunde
  - Keramikimplantat
  - Oralchirurgie
- Klinik und Poliklinik für Neurochirurgie
- Klinik und Poliklinik für Neurologie

#### Onkologisches Zentrum
- II. Medizinische Klinik und Poliklinik – Onkologie, Hämatologie und Knochenmarktransplantation mit Sektion Pneumologie
- Interdisziplinäre Klinik und Poliklinik für Stammzelltransplantation
- Klinik und Poliklinik für Strahlentherapie und Radioonkologie

#### Zentrum für Anästhesiologie und Intensivmedizin
- Klinik für Intensivmedizin
- Klinik und Poliklinik für Anästhesiologie

#### Direkte Anbindung beim Vorstand
- Klinik und Poliklinik für Hepatobiliäre Chirurgie und Transplantationschirurgie

#### Zentrum für Diagnostik
- Institut für Immunologie
- Institut für Klinische Chemie/Zentrallaboratorien
- Institut für Medizinische Mikrobiologie, Virologie und Hygiene
- Institut für Neuropathologie
- Institut für Pathologie mit Sektionen Molekularpathologie und Zytopathologie
- Institut für Rechtsmedizin
- Institut für Transfusionsmedizin

#### Zentrum für Molekulare Neurobiologie (ZMNH)
- Institut für Entwicklungsneurophysiologie
- Institut für Medizinische Systembiologie
- Institut für Molekulare Neurogenetik
- Institut für Neuroimmunologie und Multiple Sklerose
- Institut für Synaptische Physiologie
- Institut für Systemimmunologie
- Institut für Neurale Informationsverarbeitung

#### Zentrum für Operative Medizin
- Klinik und Poliklinik für Allgemein-, Viszeral- und Thoraxchirurgie
- Klinik und Poliklinik für Gynäkologie
- Klinik und Poliklinik für Orthopädie (Forschung und Lehre)
- Klinik und Poliklinik für Unfall-, Hand- und Wiederherstellungschirurgie
- Klinik und Poliklinik für Urologie

#### Zentrum für Psychosoziale Medizin
- Institut für Allgemeinmedizin
- Institut für Geschichte und Ethik der Medizin
- Institut für Gesundheitsökonomie und Versorgungsforschung
- Institut für Medizinische Soziologie
- Institut für Versorgungsforschung in der Dermatologie und bei Pflegeberufen
- Klinik und Poliklinik für Kinder- und Jugendpsychiatrie, -psychotherapie und -psychosomatik
- Institut und Poliklinik für Medizinische Psychologie
- Institut und Poliklinik für Sexualforschung und Forensische Psychiatrie
- Klinik und Poliklinik für Psychiatrie und Psychotherapie
- Universitätsprofessur für Arbeitsmedizin

#### Zentrum für Experimentelle Medizin
- Institut für Anatomie und Experimentelle Morphologie
- Institut für Biochemie und Molekulare Zellbiologie
- Institut für Biochemie und Signaltransduktion
- Institut für Computational Neuroscience
- Institut für Experimentelle Herz-Kreislaufforschung
- Institut für Experimentelle Immunologie und Hepatologie
- Institut für Experimentelle Pharmakologie und Toxikologie
- Institut für Klinische Pharmakologie und Toxikologie
- Institut für Medizinische Biometrie und Epidemiologie
- Institut für Neuroanatomie
- Institut für Neurophysiologie und Pathophysiologie
- Institut für Osteologie und Biomechanik
- Institut für Struktur- und Systembiologie
- Institut für Systemische Neurowissenschaften
- Institut für Tumorbiologie
- Institut für Zelluläre und Integrative Physiologie

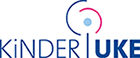
Logo des Zentrums für Kinder- und Jugendmedizin am UKE

#### Zentrum für Geburtshilfe, Kinder- und Jugendmedizin
- Institut für Humangenetik
- Klinik und Poliklinik für Geburtshilfe und Pränatalmedizin
- Klinik und Poliklinik für Kinderchirurgie
- Klinik und Poliklinik für Kinder- und Jugendmedizin
- Klinik und Poliklinik für Pädiatrische Hämatologie und Onkologie

#### Zentrum für Innere Medizin
- I. Medizinische Klinik und Poliklinik – Gastroenterologie mit Sektionen Infektiologie und Tropenmedizin
- III. Medizinische Klinik und Poliklinik – Nephrologie/Rheumatologie mit Sektion Endokrinologie
- Institut und Poliklinik für Psychosomatische Medizin und Psychotherapie
- Klinik und Poliklinik für Dermatologie und Venerologie

#### Zentrum für Radiologie und Endoskopie
- Klinik und Poliklinik für Diagnostische und Interventionelle Radiologie und Nuklearmedizin
- Klinik und Poliklinik für Interdisziplinäre Endoskopie
- Klinik und Poliklinik für Neuroradiologische Diagnostik und Intervention

#### Zentrum für Zahn-, Mund- und Kieferheilkunde (ZMK)
- Poliklinik für Kieferorthopädie
- Poliklinik für Zahnärztliche Prothetik
- Poliklinik für Parodontologie, Präventive Zahnmedizin und Zahnerhaltung
- FB Zahnärztliches Röntgen

#### Universitäres Herz- und Gefäßzentrum UKE Hamburg (UHZ)
- Klinik für Kardiologie mit Schwerpunkt: Elektrophysiologie
- Klinik und Poliklinik für Allgemeine und Interventionelle Kardiologie
- Klinik und Poliklinik für Gefäßmedizin
- Klinik und Poliklinik für Herz- und Gefäßchirurgie
- Klinik und Poliklinik für Kinderherzchirurgie
- Klinik und Poliklinik für Kinderkardiologie

## Sonstige
- UKE Athleticum
- Brustzentrum
- Deutsches Zentrum für Suchtfragen des Kindes- und Jugendalters (DZSKJ)
- Universitäres Cancer Center Hamburg (UCCH)
- Martin Zeitz Centrum für Seltene Erkrankungen
- Universitäres Perinatalzentrum Hamburg
- Universitäres Transplantations Centrum
- Universitäres Wirbelsäulenzentrum

## Forschung & Verbundprojekte
Die Forschungsschwerpunkte des UKE liegen in den Bereichen Neurowissenschaften, "Entzündungen, Infektionen und Immunität", der onkologischen Forschung und der Herz-Kreislauf-Forschung sowie in der Versorgungsforschung
und Public Health.
Das UKE ist an zahlreichen regionalen und überregionalen Verbundprojekten beteiligt, die durch Drittmittelgeber wie die Europäische Union, die Deutsche Forschungsgemeinschaft und das Bundesministerium für Bildung und Forschung (BMBF) gefördert werden. Besonders zu erwähnen ist die Beteiligung des UKE an den Deutschen Zentren für Gesundheitsforschung (DZG). Diese vom BMBF kompetitiv ausgeschriebenen translationalen Zentren widmen sich der Bekämpfung von Volkskrankheiten. Das UKE ist am Deutschen Zentrum für Infektionsforschung (DZIF), dem Deutschen Zentrum für Herz-Kreislauf-Forschung (DZHK) sowie dem Deutschen Zentrum für Kinder- und Jugendgesundheit (DZKJ) beteiligt.

## Gremien
Die Gremien des Universitätsklinikums Hamburg-Eppendorf bestehen aus dem Kuratorium, dem Vorstand, dem Dekanat, dem Fakultätsrat Medizin und den Personalvertretungen. Dem Vorstand gehören an:
- Ärztlicher Direktor: Christian Gerloff
- Kaufmännische Direktorin: Corinna Wriedt
- Direktor für Patienten- und Pflegemanagement: Joachim Prölß
- Dekanin: Blanche Schwappach-Pignataro

## Ärztliche Direktoren
Dem ersten ärztlichen Direktor, dem Internisten Kast, der das Amt von 1889 bis 1892 innehatte, folgten im Deutschen Kaiserreich, in der Weimarer Republik und im NS-Staat als Direktoren der Internist Theodor Rumpf (1892 bis 1901), der Arzt Hermann Lenhartz (1901 bis 1910), der Internist Ludolph Brauer (1911 bis 1934), der Pharmakologe Eduard Keeser (1934 bis 1938 und 1940/41) sowie der Psychiater Hans Bürger-Prinz (1941 bis 1945).
In der Bundesrepublik Deutschland hatten beziehungsweise haben das Amt inne: Der Internist Karl Heinz Hölzer (1976 bis 1992), der Physiologe Heinz-Peter Leichtweiß (1992 bis 2001), der Zahnarzt Hans Dieter Jüde (2001 bis 2003, kommissarisch), der Radiologe Jörg Debatin (2003 bis 2011), der Internist Martin Zeitz (2012 bis 2013), der Internist Burkhard Göke (2015 bis 2022) und der Neurologe Christian Gerloff (seit 2023).

## Konzern
Zum Konzern gehören die wissenschaftlichen und medizinischen Tochtergesellschaften und die Servicegesellschaften.

### Wissenschaftliche Tochtergesellschaften
- ForEX Gutachten GmbH. Rechtsmedizinische Services. Ein Unternehmen des UKE.
- MediGate GmbH. Ein Unternehmen des UKE.
- School of Life Science Hamburg gGmbH. Ein Unternehmen des UKE.

### Medizinische Tochtergesellschaften
- Altonaer Kinderkrankenhaus gGmbH. Ein Unternehmen des UKE (AKK).[39]
- Medizinisches Versorgungszentrum am Altonaer Kinderkrankenhaus GmbH. Ein Unternehmen des UKE.
- Ambulanzzentrum des UKE GmbH.
- Martini-Klinik am UKE GmbH. Ein Unternehmen des UKE: Die Martini-Klinik am UKE ist ein 2004 gegründetes privatwirtschaftliches medizinisches Zentrum, das sich auf die Diagnostik, schonende[40] Behandlung und Erforschung von Prostatakrebs spezialisiert hat. Pro Jahr werden etwa 2000 Eingriffe[41] vorgenommen. Insgesamt arbeiten an der Klinik rund 55 Mitarbeiter. Die Martini-Klinik ist ein Tochterunternehmen des UKE und hat ihren Sitz auf dessen Gelände.[42]
- Janssen-Haus Psychiatrische Tagesklinik Hamburg-Mitte GmbH. Psychiatrische Institutsambulanz. Ein Unternehmen des UKE.

### Servicegesellschaften
- Klinik Facility-Management Eppendorf GmbH (KFE)
- Klinik Gastronomie Eppendorf (KGE)
- Klinik Logistik & Engineering Eppendorf (KLE)
- Klinik Service Eppendorf (KSE)
- UKE Business Services GmbH & Co. KG (UBS)
- UKE Verwaltungs GmbH (UVG)
- UKE Immobilien Verwaltungs GmbH&Co.KG (UIV)
- UKE gemeinnützige GmbH
- IDM gGmbH (ehem. UHZ Verwaltungs GmbH)

## Freundes- und Förderkreis des Universitätsklinikums Hamburg-Eppendorf e.V.
Im Jahr 1989 wurde der Freundes- und Förderkreis des Universitätsklinikums Hamburg-Eppendorf e. V. gegründet. 2020 gehörten diesem 420 Mitglieder an. Der Verein macht es sich zur Aufgabe,
- eine Alumni-Organisation für das Hamburger Universitätsklinikum aufzubauen
- die Säle im Erika-Haus, dem Zentrum für Kommunikation und Kultur, zu bewahren
- Veranstaltungen durchzuführen, welche der Kontaktpflege zu allen am UKE Interessierten dienen
- das Medizinhistorische Museum Hamburg zu erhalten
- die Kunstausstellung UKE ART zu fördern
- Nachwuchswissenschaftler zu unterstützen
- Publikationen verfügbar zu machen, die über die Ziele, das Handeln und die wissenschaftliche Arbeit des Hamburger Universitätsklinikums informieren.

## „Kicken mit Herz“

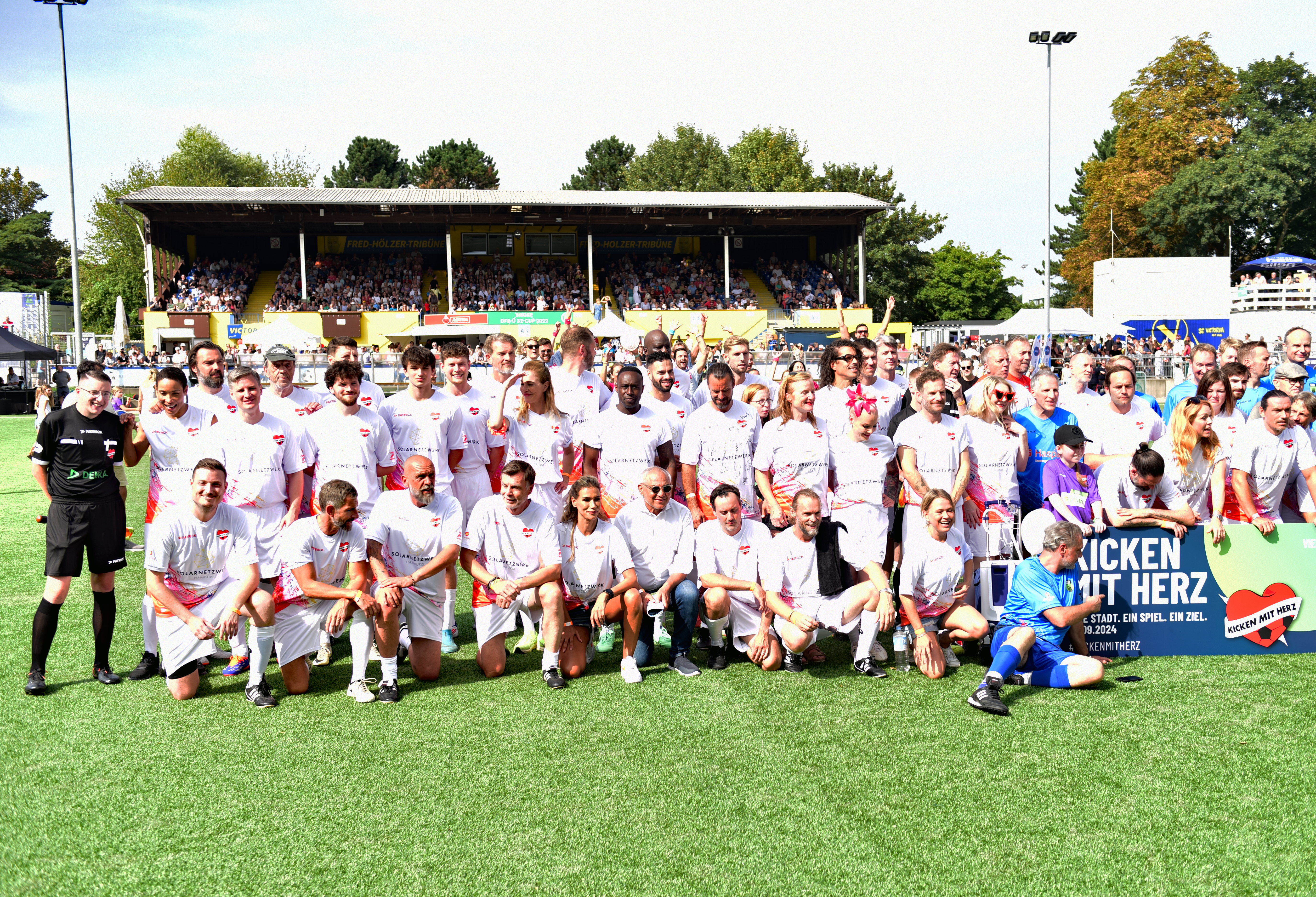
Mannschaftsfoto der Hamburg-Allstars 2024

„Kicken mit Herz“ ist eine Benefizaktion des universitären Herzzentrums Hamburg zu Gunsten der Kinder-Herz-Medizin am UKE. In jährlichem Rhythmus spielt eine Ärztemannschaft, die Placebo Kickers Hamburg, gegen die mit Sportlern, Schauspielern und Künstlern besetzten Hamburg-Allstars. Die Veranstaltung fand ab Mai 2008 jeweils an einem Sonntag im Stadion Hoheluft statt. Initiator des traditionellen Benefizspiels ist der UKE-Kinderkardiologe Thomas Mir. Am ersten Advent-Sonntag 2017 wurde das Event einmalig in der Sporthalle Hamburg durchgeführt. Im September 2018, im August 2019 sowie nach einer coronabedingten Pause 2020, zuletzt jeweils am ersten Sonntag im September, wieder im Stadion Hoheluft. Seit der Premiere im Mai 2008 hatte das Prominentenfußballspiel über 60.000 Zuschauer.

## Vorfälle

### Verbundene Zwillinge
Im August 2023 sind im UKE verbundene Zwillinge zur Welt gekommen, die am Bauch miteinander verwachsen waren. Jedoch hatte jedes der beiden Mädchen alle lebenswichtigen Organe separat ausgebildet. Im Oktober des Jahres wurden die Zwillinge in einer vierstündigen Operation erfolgreich getrennt, welche beide Kinder gesund überstanden. Nach Auskunft des UKE handelte es sich hierbei sowohl um die erste Geburt als auch die erste operative Trennung von verbundenen Zwillingen in der Geschichte des Klinikums.